# Voraspis ceratoniae
Voraspis ceratoniae är en insektsart som först beskrevs av Élie Marchal 1904.  Voraspis ceratoniae ingår i släktet Voraspis och familjen pansarsköldlöss. Inga underarter finns listade i Catalogue of Life.